# Proteopharmacis columba
Proteopharmacis columba là một loài bướm đêm trong họ Geometridae.